# توفیق علی
توفیق علی (عربی: توفيق علي أبو حماد؛ زاده ۸ اوت ۱۹۹۰) یک بازیکن فوتبال اهل فلسطین است.
وی همچنین در تیم ملی فوتبال فلسطین بازی کرده است.